# Pattani
Pattani (in thailandese ปัตตานี) è una città minore (thesaban mueang) della Thailandia di 44 735 abitanti, non lontana dal confine con la Malaysia. Il territorio comunale occupa una parte del distretto di Mueang Pattani, che è capoluogo della provincia di Pattani, nel gruppo regionale della Thailandia del Sud. In città hanno sede il governo provinciale e distrettuale.

## Geografia fisica

### Territorio
Pattani si trova alla foce del fiume Pattani, il più lungo tra i fiumi thailandesi nella penisola malese. Il porto che dà sulla baia di Pattani è oggi in prevalenza occupato da locali pescherecci; il capo di Pattani sulla destra della baia fornisce un'ottima e rara protezione per le coste orientali della penisola, e in passato fece di Pattani uno dei maggiori porti per navi mercantili della regione. La baia di Pattani si trova nella parte sud-occidentale del golfo del Siam e la città è 1 047 km di strada a sud della capitale Bangkok.

### Clima
La temperatura media mensile massima è di 34,1° ad aprile, durante la stagione secca, con un picco di 38° registrato a maggio, mentre la media mensile minima è di 22,1° a febbraio, nella stagione fresca, con un picco di 16,7° a febbraio. La media massima mensile delle precipitazioni piovose è di 406,6 mm in novembre, nella stagione delle piogge, con un picco giornaliero di 274,3 mm in novembre. La media minima mensile è di 3,1 mm in febbraio. Pattani si trova a soli 7º a nord dell'equatore, le temperature annue sono alte e abbastanza omogenee; la stagione "fresca" va da dicembre a febbraio, quella secca da febbraio ad aprile e quella delle piogge da maggio a dicembre.

## Storia
Grazie alla sua ottima posizione geografica che lo pone al riparo dai monsoni, il porto di Pattani ebbe grande importanza fin dall'antichità. Fu il punto di partenza e arrivo per le navi che trasportavano merci da e per la Cina senza circumnavigare la penisola malese. Queste merci, destinate ai mercati cinesi, indiani ecc., attraversavano la penisola via fiume e via terra lungo l'asse est-ovest tra Pattani e i porti di Kedah e Perak. Il terreno attorno al porto garantiva auto-sufficienza per la coltivazione del riso e l'insediamento fu quindi prosperoso.
Scavi archeologici nel distretto di Yarang, 15 km a sud di Pattani e della costa, hanno portato alla luce delle rovine che si ritiene possano essere quelle della città-Stato di Langkasuka, uno dei maggiori porti commerciali dell'antichità nel Sud-est asiatico. Per effetto della sedimentazione buona parte delle coste della penisola si trovano ora più lontane dal mare di quanto non lo fossero nell'antichità; nel caso di Langkasuka il mare era probabilmente a circa 10 km dalla città che sorgeva su un delta formato dai fiumi che scendevano dalle montagne dell'entroterra e dai canali che già allora furono scavati. Il principale dei fiumi che garantiva accesso al mare era il Pattani.

### Langkasuka
Si è ipotizzato che Pattani possa essere identificata con la città-Stato di Langkasuka, fondata attorno al II secolo d.C., che assunse importanza nel VI secolo con l'invio delle sue prime missioni diplomatiche e commerciali alla corte dell'imperatore cinese. Nel VII secolo vi fu la diffusione del buddhismo nella regione e tra l'VIII e il IX secolo Langkasuka cadde sotto l'influenza di Srivijaya, che dominava lo stretto di Malacca ed ebbe la sua massima espansione in quel periodo. Il declino di Srivijaya ebbe inizio nell'XI secolo quando subì l'invasione dei Chola dall'India, che indebolì la stessa Langkasuka. I due secoli successivi videro diversi Stati esercitare la propria influenza sulla zona, nel XIII secolo entrò nella sfera di influenza di Tambralinga, l'odierna Nakhon Si Thammarat, che a sua volta divenne tributaria degli emergenti regni siamesi, prima di Sukhothai e nel XIV secolo del regno di Ayutthaya. Malgrado Langkasuka fosse ancora esistente, negli annali di Ayutthaya al suo posto è menzionata Pattani (o Tani). I siamesi posero tutti i piccoli Stati della zona sotto la giurisdizione di Nakhon Si Thammarat.

### Regno di Pattani
Sulla data di fondazione di Pattani non vi sono fonti precise, e gli storici sembrano concordare che avvenne tra la metà del XIV secolo e la metà del XV, in un periodo in cui vi fu l'avvento dell'Islam e in cui aumentarono gli scambi commerciali e l'influenza di Ayutthaya. Secondo i thai, nell'entroterra vicino al porto si sviluppò la città di Kota Mahligai, e il figlio del sovrano di questa città fondò Pattani in riva al mare. Secondo gli annali di Kedah, la famiglia della prima sovrana era legata ai regni di Kedah, Perak e di Lan Xang, l'odierno Laos. Pattani fu una delle culle dell'Islam del Sudest asiatico, e si ritiene che il suo sovrano si fosse convertito verso la fine del XIV secolo. La tradizione locale sostiene che in data imprecisata furono i commercianti musulmani del regno Pasai di Sumatra, presenti in città per i loro affari, a convertirne il sovrano.
Dopo la conversione all'Islam, Pattani rimase tributaria di Ayutthaya e il suo porto divenne sempre più importante nei traffici con la Cina, nonché uno dei più importanti del Sudest asiatico dopo la conquista portoghese di Malacca nel 1511. La prima ribellione contro il potere centrale si ebbe nel 1564. un gruppo di ribelli di Pattani occupò per un breve periodo il palazzo reale di Ayutthaya, a quel tempo costretta al vassallaggio dai birmani. Nel secolo successivo, con l'aiuto dei portoghesi, Pattani attaccò Nakhon Si Thammarat, Songkhla e Phatthalung. La situazione si normalizzò dopo diversi anni con l'ascesa al trono di Ayutthaya di re Narai, che usurpò il potere con l'aiuto anche della stessa Pattani.
Nel 1786 vi fu l'abolizione della dinastia del sultano ordinata da re Rama I per sopprimere le rivolte locali che ebbero origine con la distruzione di Ayutthaya per mano dei birmani nel 1767. Il re siamese pose a capo di Pattani il raja malese Tengku Lamiddin, il quale a sua volta si ribellò occupando Songkhla nel 1791. Le truppe siamesi soffocarono anche questa rivolta, Tengku Lamiddin e diversi abitanti furono deportati a Bangkok, mentre 300 civili e diversi militari siamesi vennero trasferiti a Pattani, dove fu nominato nuovo raja Datu Pengkalan. Gli fu affiancato un supervisore siamese, con il quale fu spesso in conflitto. Nel 1809, Datu Pengkalan espulse i siamesi causando un nuovo intervento militare di Bangkok, la rivolta fu soffocata, vi furono nuove deportazioni e venne nominato governatore Palat Chana di Songkhla, il primo siamese a guidare Pattani.

### Annessione al Siam
Le tensioni che ne risultarono portarono re Rama II ad adottare la politica del divide et impera, decretando nel 1817 lo smembramento del sultanato in sette piccoli sultanati guidati da sei malesi e un siamese nominati da Bangkok, ponendoli sotto la giurisdizione di Songkhla. Fu in questo periodo che il colonialismo britannico entrò in contatto con gli interessi siamesi nella regione e nel 1826 re Rama III autorizzò la firma del trattato Burney con i rappresentanti britannici, che riconosceva l'egemonia siamese sui sultanati di Kedah, Kelantan, Terengganu e Pattani e quella britannica su altre zone della penisola malese. Le nuove violente rivolte che scoppiarono nella zona a partire dal 1831 furono controllate a fatica dai siamesi entro il 1840 e portarono alla concessione dei governatorati a sultani locali anziché a inviati siamesi.
Con la riforma che fece del Siam uno Stato centralizzato introdotta durante il regno di Rama V, nel 1901 i sultanati del sud furono posti sotto la giurisdizione del monthon di Nakhon Si Thammarat e il sistema di tributi con cui i regni vassalli erano legati alla capitale Bangkok fu sostituito con un normale regime di tassazione. I governatori locali, vistisi privare dell'autonomia e della riscossione delle tasse, diedero vita a ribellioni ma la maggior parte di essi fu costretta ad accettare il nuovo sistema in parte con l'uso della forza e in parte con il riconoscimento di una pensione annua e altri privilegi. Il sultano di Pattani Tengku Abdul Kadir Kamaruddin rifiutò queste condizioni e fu imprigionato per due anni per aver continuato a ribellarsi. Quando tornò in libertà, con la promessa di rinunciare alle rivendicazioni, si rifugiò invece nel Kelantan e sia lui che i suoi discendenti continuarono a ribellarsi. Il malessere fu recepito dal governo centrale, che nel 1906 riorganizzò i sultanati nel nuovo Monthon di Pattani.
Nuove rivolte scoppiarono per l'assenza di legali rappresentanti dei sultani alla firma del trattato anglo-siamese del 1909, che sancì l'attuale frontiera tra la Thailandia e la Malesia. In virtù di questo trattato, i siamesi cedettero ai britannici Kelantan, Terengganu, Perlis, una parte di Kedah e le isole adiacenti, mentre gli altri territori a maggioranza musulmana più a nord, tra cui Pattani, dovettero rassegnarsi al dominio siamese. La rivoluzione siamese del 1932 impose alla dinastia Chakri la concessione della monarchia costituzionale, che vide il potere dei sovrani ridursi allo svolgimento di formalità amministrative e cerimoniali. Il sistema dei monthon fu smantellato ed entrarono in vigore le province; i territori degli ex-sultanati furono suddivisi nelle province di Pattani, Yala e Narathiwat.

### Insurrezione contro la Thailandia
La politica nazionalista adottata a partire dagli anni trenta dal dittatore thailandese Plaek Pibulsonggram tentò di imporre nella zona la lingua thai a discapito del dialetto malese parlato, furono chiuse scuole e tribunali locali, si cercò inoltre di imporre agli abitanti il tipico abbigliamento thai. L'arresto nel 1948 del leader religioso Haji Sulong che si ribellò portò a una rivolta nelle tre province in cui persero la vita centinaia di persone in 6 mesi. Gli insegnanti presero parte alla resistenza fondando scuole in cui si insegnava la lingua locale e i precetti musulmani. Il figlio di Haji Sulong fu eletto in Parlamento dove difese i diritti della sua gente. Le politiche di Pibulsonggram contribuirono alla formazione nella regione di oltre 20 gruppi separatisti che furono attivi dal 1940. Il dittatore firmò un'alleanza con il Giappone durante la seconda guerra mondiale dopo l'invasione della Thailandia da parte delle truppe di Tokyo. Nel quadro di questa operazione, data la vicinanza di Pattani al confine malese, la città fu il secondo obiettivo più importante della 25ª armata dell'esercito imperiale. Dopo lo sbarco i giapponesi combatterono contro le forze thai fino al cessate il fuoco. I thai persero 42 tra militari e civili negli scontri.
Dopo alcuni anni di relativa calma, vi furono gravi episodi di terrorismo in Thailandia del Sud nel 2001. La situazione peggiorò negli anni successivi e fu dura anche la risposta delle forze di sicurezza thailandesi, che in diverse occasioni calpestarono i diritti umani della popolazione provocando grosse manifestazioni di protesta; dal gennaio all'ottobre del 2004 vi furono oltre 500 vittime nella regione collegate alla ribellione malay. Il premier Thaksin Shinawatra emanò una legge marziale nel luglio del 2005. Tra i provvedimenti governativi vi fu anche la chiusura di scuole, nel timore di azioni terroristiche. I colloqui di riconciliazione tra le parti in causa non hanno dato risultati tangibili e la situazione nelle tre province meridionali di Pattani, Yala e Narathiwat rimane critica.

## Monumenti e luoghi d'interesse
La parte vecchia della città si trova a est del fiume Pattani. Hanno un particolare fascino i vecchi edifici, in buono stato di conservazione, costruiti in architettura cinese e sino-portoghese, quest'ultima tipica della città. Di rilievo la moschea Matsayit Klang, una delle principali in Thailandia, nella quale chiunque può accedere fuori dagli orari di preghiera. Lungo le vicine coste vi sono spiagge incontaminate, ma le tensioni politiche della regione scoraggiano i turisti a visitarle. Altri luoghi di interesse turistico sono:
- Wat Chang Hairat Buranaram, tempio buddhista con la statua di Luang Poo Thuat
- Moschea centrale di Pattani, con architettura occidentale e lo stile simile al Taj Mahal in India.
- Santuario Lim Kor Niao, antico santuario cinese in onore dell'eroina cinese Lim Kor Niao, venerata dalla locale comunità cinese
- Moschea Krue Se, costruita secondo lo stile medio-orientale
- Museo Khatichon Witthaya

## Infrastrutture e trasporti
Pattani è collegata a Bangkok con alcuni autobus che impiegano circa 14 ore a coprire la distanza e arrivano alla stazione sud delle corriere Sai Tai Mai della capitale. Tra le principali destinazioni regionali degli autobus di Pattani vi sono Hat Yai, Narathiwat e Sungai Kolok, alla frontiera malese. La mobilità urbana è affidata soprattutto ai mototaxi, piuttosto difficili da reperire dopo il tramonto. La strada statale 42 collega la città con la frontiera malese lungo la costa e con la AH4, la grande arteria che congiunge Bangkok con la Malesia. La stazione ferroviaria di Pattani si trova nel distretto di Khok Pho, alcuni km a sud-ovest del centro cittadino. L'aeroporto più vicino è quello di Hat Yai, a circa 100 km.